# Nova Soure
Nova Soure is een gemeente in de Braziliaanse deelstaat Bahia. De gemeente telt 26.874 inwoners (schatting 2009).

## Aangrenzende gemeenten
De gemeente grenst aan Araci, Biritinga, Cipó, Itapicuru, Olindina, Sátiro Dias en Tucano.